# Podoribates cuscensis
Podoribates cuscensis är en kvalsterart som först beskrevs av Hammer 1961.  Podoribates cuscensis ingår i släktet Podoribates och familjen Mochlozetidae. Inga underarter finns listade i Catalogue of Life.